# Fiordo de Varanger
El fiordo de Varanger o Varangerfjord (en noruego: Varangerfjorden, en ruso: Варяжский залив, en ruso: Варангер-фъорд, en finés: Varanginvuono) es un fiordo localizado en el extremo norte de la península escandinava, el más oriental de los fiordos de Noruega. Administrativamente sus riberas pertenecen al condado de Troms og Finnmark (municipios de  Vadsø, Unjárga-Nesseby y Sør-Varanger).
El golfo está limitado, al norte, por la pequeña península de Varanger y, al sur, por el propio continente y es bañado por las aguas del mar de Barents. Tiene una longitud de unos 100 km y su boca, entre la ciudad de Vardø, al norte, y Grense Jakobselv, al sur, tiene unos 70 km de anchura. Estrictamente hablando es un falso fiordo, ya que no tiene las características se haber sido tallado por los glaciares.
El fiordo se extiende en el interior en dirección oeste, ligeramente norte, hasta Varangerbotn en el municipio de Nesseby. Casi en el límite exterior del fiordo desagua el río Pasvikelva, que drena el gran lago Inari (de 1.040,28 km).

## Historia
Los residentes kven del fiordo de Varanger  son en gran parte descendientes de inmigrantes finlandeses que llegaron a la zona en el siglo XIX desde Finlandia y el norte de Suecia.
En la primera mitad del siglo XIX, la posibilidad de que Rusia exigiese la cesión de un tramo de costa a lo largo del Varangerfjord estuvo durante algún tiempo en la agenda diplomática europea, induciendo al rey Óscar I de Suecia y Noruega a concluir una alianza con Gran Bretaña y Francia con el fin de anticiparse a esa posibilidad.